# Pourouma cuspidata
Pourouma cuspidata là loài thực vật có hoa trong họ Tầm ma. Loài này được Mildbr. miêu tả khoa học đầu tiên năm 1926.